# ECOM Agroindustrial
ECOM Agroindustrial és una empresa global de comerç i processament de productes bàsics amb seu a Suïssa. La companyia està especialitzada principalment en cafè, cacau i cotó. ECOM té més de 40 oficines ubicades a més de 30 països de tot el món. És un dels productors de cafè més grans del món.
Va ser fundada a Barcelona el 1849 pel català Josep Esteve i Tomàs com a empresa comercial de cotó a Espanya. Posteriorment, la família Esteve va establir-se als Estats Units el 1885 després de l'evolució de l'agricultura de cotó. Es van expandir a Brasil el 1935 i a Mèxic el 1948. ECOM es va establir aviat i es va unir al comerç de cafè el 1951 i el cacau el 1991.
L'any 2000, ECOM va comprar el negoci de cafè amb seu a Londres de la companyia Cargill. El 2012, ECOM va comprar 13 milions de bosses de 60 kg de cafè o aproximadament el 7% del cafè del món. El 2013, ECOM va anunciar la compra de la divisió de comerç de mercaderies d'Armajaro Holdings, que va assumir el seu negoci de cafè, cacau i sucre. ECOM té filials a diversos països, incloent Sangana Commodities a Kenya.